# Pavia Foot Ball Club 1920-1921
Questa voce raccoglie le informazioni riguardanti il Pavia Foot Ball Club nelle competizioni ufficiali della stagione 1920-1921.

## Stagione
Il Pavia, inserito nel gruppo C della Prima Categoria 1920-1921, ha quali avversarie l'U.S. Milanese, il Varese e la Pro Sesto. Il Pavia, giunto secondo, disputa successivamente un torneo di consolazione.

## Rosa
| N. |                   | Ruolo | Calciatore        |
| -- | ----------------- | ----- | ----------------- |
|    | Italia (bandiera) | A     | Andreoni          |
|    | Italia (bandiera) | C     | Bertolini         |
|    | Italia (bandiera) | C     | Carnevale         |
|    | Italia (bandiera) | C     | Giovanni Cattaneo |
|    | Italia (bandiera) | D     | Luigi Fratti      |
|    | Italia (bandiera) | A     | Mirani            |

| N. |                   | Ruolo | Calciatore      |
| -- | ----------------- | ----- | --------------- |
|    | Italia (bandiera) | D     | Edgardo Preti   |
|    | Italia (bandiera) | C     | Piero Ragaglia  |
|    | Italia (bandiera) | C     | Remotti         |
|    | Italia (bandiera) | P     | Giuseppe Scotti |
|    | Italia (bandiera) | A     | Dino Turri      |
|    | Italia (bandiera) | D     | Antonio Villani |

## Risultati

### Prima Categoria

#### Girone C lombardo

##### Girone di andata
| Arbitro: | Grossi (Milano) |

|                         |           |               |
| Robecchi 43’ Paride 75’ | Marcatori | 60’ Bertolini |

| Arbitro: | Guiot (Milano) |

|                         |           |  |
| Mirani 5’ Carnevale 85’ | Marcatori |  |

| Arbitro: | Venegoni (Legnano) |

|                                                |           |  |
| Carnevale 29’ Bertolini 71’ Villani 75’ (rig.) | Marcatori |  |

##### Girone di ritorno
| Arbitro: | Barnabò (Milano) |

|  |           |              |
|  | Marcatori | 37’ Robecchi |

| Arbitro: | Muttoni (Treviglio) |

|                           |           |                                         |
| Gaiani I 25’ Borghini 59’ | Marcatori | 3’ (aut.) Meda 87’ Bertolini 90’ Mirani |

| Arbitro: | Sessa (Milano) |

|             |           |                    |
| Secchia 55’ | Marcatori | 13’, 44’ Bertolini |

## Statistiche

### Statistiche di squadra
| Competizione                        | Punti | In casa | In casa | In casa | In casa | In casa | In casa | In trasferta | In trasferta | In trasferta | In trasferta | In trasferta | In trasferta | Totale | Totale | Totale | Totale | Totale | Totale | DR |
| Competizione                        | Punti | G       | V       | N       | P       | Gf      | Gs      | G            | V            | N            | P            | Gf           | Gs           | G      | V      | N      | P      | Gf     | Gs     | DR |
| ----------------------------------- | ----- | ------- | ------- | ------- | ------- | ------- | ------- | ------------ | ------------ | ------------ | ------------ | ------------ | ------------ | ------ | ------ | ------ | ------ | ------ | ------ | -- |
| Prima Categoria - girone C lombardo | 8     | 3       | 2       | 0       | 1       | 6       | 2       | 3            | 2            | 0            | 1            | 5            | 4            | 6      | 4      | 0      | 2      | 11     | 6      | +5 |

### Statistiche dei giocatori
| Giocatore   | Prima Categoria | Prima Categoria |
| Giocatore   | Presenze        | Reti            |
| ----------- | --------------- | --------------- |
| Andreoni    | 4               | 0               |
| Bertolini   | 6               | 5               |
| Carnevale   | 6               | 2               |
| G. Cattaneo | 6               | 0               |
| Fratti      | 6               | 0               |
| Mirani      | 6               | 2               |
| E. Preti    | 2               | 0               |
| P. Ragaglia | 6               | 0               |
| Remotti     | 6               | 0               |
| G. Scotti   | 6               | -6              |
| D. Turri    | 6               | 0               |
| A. Villani  | 6               | 1               |